# Bogart
 Der er for få eller ingen kildehenvisninger i denne artikel, hvilket er et problem. Du kan hjælpe ved at angive troværdige kilder til de påstande, som fremføres i artiklen.

Bogart var et dansk filmmagasin, der blev vist på DR i perioden 1985–2002.
Programmets vært var Ole Michelsen, der viste klip fra biografaktuelle film, som han anmeldte og vurderede efter karaktersystemet 1-5 hatte.
Ole Michelsen blev ofte beskyldt for at være frankofil i sin filmsmag, men fik også megen ros for sit kultiverede sprog. Programmet opnåede en vigtig position inden for dansk filmkritik.
Programmets titel var en reference til Humphrey Bogart.